# Ловушка нищеты
Ловушка нищеты (также ловушка бедности) — любой самоподдерживающийся механизм, благодаря которому из нищеты нет выхода. От поколения к поколению уровень бедности только возрастает, если не принимаются направленные против ловушки меры.

## Факторы ловушки бедности
В развивающихся странах много факторов могут способствовать ловушке бедности, включая следующие:
1. неразвитая инфраструктура
2. коррумпированное управление
3. отток капитала
4. войны
5. ограниченная возможность получения кредита
6. чрезвычайная экологическая деградация (препятствует росту сельскохозяйственного производства)
7. несовершенная система образования
8. плохое здравоохранение.

### Несовершенство рынков заёмных средств
Один из каналов влияния несовершенства рынка заёмных средств на благосостояние домохозяйств и возможности попадания отдельных династий в ловушку бедности описал в своей статье 2011 года Киминори Мацуяма, основываясь на модели развития отдельно взятой династии Галора-Зейра.
В модели рассматривается динамика богатства одного домохозяйства на протяжении бесконечного числа периодов. Время в модели дискретно {\displaystyle (t=0,1,2,...)}. В каждом поколении династию представляет один индивид, который живёт только на протяжении одного периода. В начале периода он получает от своего предшественника наследство в размере {\displaystyle w_{t}\geq 0}. Также в течение периода индивид получает доход {\displaystyle y}. В конце периода индивид распределяет всё своё накопленное богатство между собственным потреблением {\displaystyle c_{t}}и наследством для своего преемника {\displaystyle w_{t+1}}.
Распоряжаться своим унаследованным состоянием {\displaystyle w_{t}}индивид может 2 способами:
1. Вложиться в начале периода в долгосрочный инвестиционный проект стоимостью {\displaystyle F}, который в конце периода принесёт доход в размере {\displaystyle R} (можно интерпретировать как стоимость образования и надбавка к зарплате в течение жизни за счёт наличия у индивида образования).
2. Вложить в банк сумму {\displaystyle x_{t}\leq w_{t}}в начале периода и получить в конце периода {\displaystyle rx_{t}} ({\displaystyle r} — ставка процента + 1).

В первом случае индивид получает доход {\displaystyle y+R}, а если {\displaystyle w_{t}>F}, то оставшуюся часть он может положить на депозит (в противном случае он, наоборот, может взять кредит на недостающую сумму). То есть, вкладываясь в инвестиционный проект, к концу периода индивид в любом случае получит {\displaystyle y+rw_{t}+(R-rF)}. Если же индивид не будет вкладываться в инвестиционный проект и положит всё полученное наследство в банк, то к концу периода он будет иметь {\displaystyle y+rw_{t}}. Таким образом, мы получили условие прибыльности инвестиционного проекта: {\displaystyle R\geq rF}. Проще говоря, индивиду будет выгодно вкладываться в проект только при том условии, что он принесёт ему больше денег, чем альтернативная возможность положить сумму стоимости проекта в банк.
Несовершенство рынков заёмных средств в модель вводится в виде ограничения по заимствованиям: индивид не может занять сумму, превышающую долю {\displaystyle \lambda } от дисконтированной выручки от проекта, то есть {\displaystyle F-w_{t}\leq \lambda R/r}. Таким образом, условие ограничения по заимствованиям для индивида имеет вид {\displaystyle w_{t}\geq w_{c}\equiv F-\lambda R/r} ({\displaystyle w_{c}} — минимальный уровень богатства индивида, необходимый для участия в инвестиционном проекте).
При выполнении двух вышеприведённых условий агент будет инвестировать в проект.
В конце периода индивид будет распределять накопленное богатство, максимизируя функцию полезности вида Кобба-Дугласа: {\displaystyle u=(c_{t})^{1-\beta }(w_{t+1})^{\beta }}.
Решая оптимизационную задачу, мы получаем, что в наследство преемнику индивид будет оставлять долю {\displaystyle \beta } от накопленного к концу периода богатства:
{\displaystyle w_{t+1}={\begin{cases}\beta (y+rw_{t}),&{\text{если }}w_{t}<w_{c}\equiv F-\lambda R/r,\\\beta [y+rw_{t}+(R-rF)],&{\text{если }}w_{t}\geq w_{c}\equiv F-\lambda R/r\end{cases}}}
Полученную зависимость можно интерпретировать как зависимость размера наследства, которое индивид оставит преемнику, от размера наследства, которое он сам получил от предшественника. В такой ситуации ограничения по заимствованиям могут привести к ситуации, когда бедные семьи будут оставлять своим наследникам ещё меньше, и династия не сможет преодолеть ловушку бедности с течением времени.
Несовершенство рынка заёмных средств, проявляющееся в ограничении по заимствованию, может приводить к усилению неравенства из-за того, что бедные династии не смогут преодолеть ловушку бедности.